# 우처
우처(悟徹, 1927년 8월 19일 ~ 2023년 2월 5일)는 자유중화민국 타이완(自由中華民國 臺灣)의 대선승(大禪僧)으로 속명은 리궈선(李國深), 법호는 진줴(今覺), 자호는 성운(星雲)이다.

## 생애

### 일생

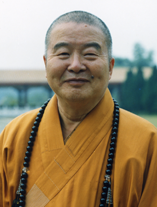
1996년 1월 당시의 우처

국민정부 시대 중화민국 대륙 본토 장쑤성 양저우에서 출생하였으며 지난날 한때 국민정부 시대 중화민국 대륙 본토 장쑤성 쑤저우에서 잠시 유아기를 보낸 적이 있는 그는 1938년 5월 31일을 기하여 국민정부 시대 중화민국 대륙 본토 장쑤성 난징에서 불교 승려로 출가하여 득도(得度)를 하였고 1948년 2월 15일을 기하여 중화민국 타이완 성 타이베이로 이주하였다. 그 후 1950년 3월 2일을 기하여 장제스 국민정부 시대(蔣介石 國民政府 時代)에서 중국국민당 입당을 하여 중국국민당 당무고문위원 직위를 지내다가 1959년 3월 16일을 기하여 32세 나이로써 중국국민당 당무고문위원 사퇴와 함께 중국국민당 탈당을 하였으며 그 후 정치 분야를 떠나 오로지 불교 승려로만 지낸 그는 20세기 시대 자유중화민국 타이완 고유 민족적 불교 철학의 새 지평을 열었다.
1962년 홍콩으로 돌연 유학(당시 35세)을 떠난 그는 2년 후 1964년에 만학(晩學)으로 홍콩 대학교 철학과를 입학(당시 37세)하여 4년 후 1968년 홍콩 대학교 철학과에서 41세 나이로 학사 학위를 취득하였으며 같은 해 1968년 6월 8일을 기하여 자유중화민국 타이완 타이베이로 6년여만에 귀환을 하였다. 그 후 1978년 소련 동방노력자공산대학교에서 명예 철학박사 학위를 취득하기도 한 그는 "자유중화민국 타이완 사천왕(自由中華民國 臺灣 四天王)" 중 일원으로 추앙을 받기도 하였다.

### 학력
- 홍콩 대학교 철학과 학사(1968년)

#### 명예 박사 학위
- 소련 동방노력자공산대학교 명예 철학박사(1978년)

### 이외 이력
- 자유중화민국 국립 타이완 대학교 철학과 객원교수(1984년 2월~1984년 8월)